# Grand-duché de Saxe-Weimar-Eisenach
1809–1918
Entités précédentes :
- Duché de Saxe-Weimar
- Duché de Saxe-Eisenach

Entités suivantes :
- Land de Thuringe (1920)

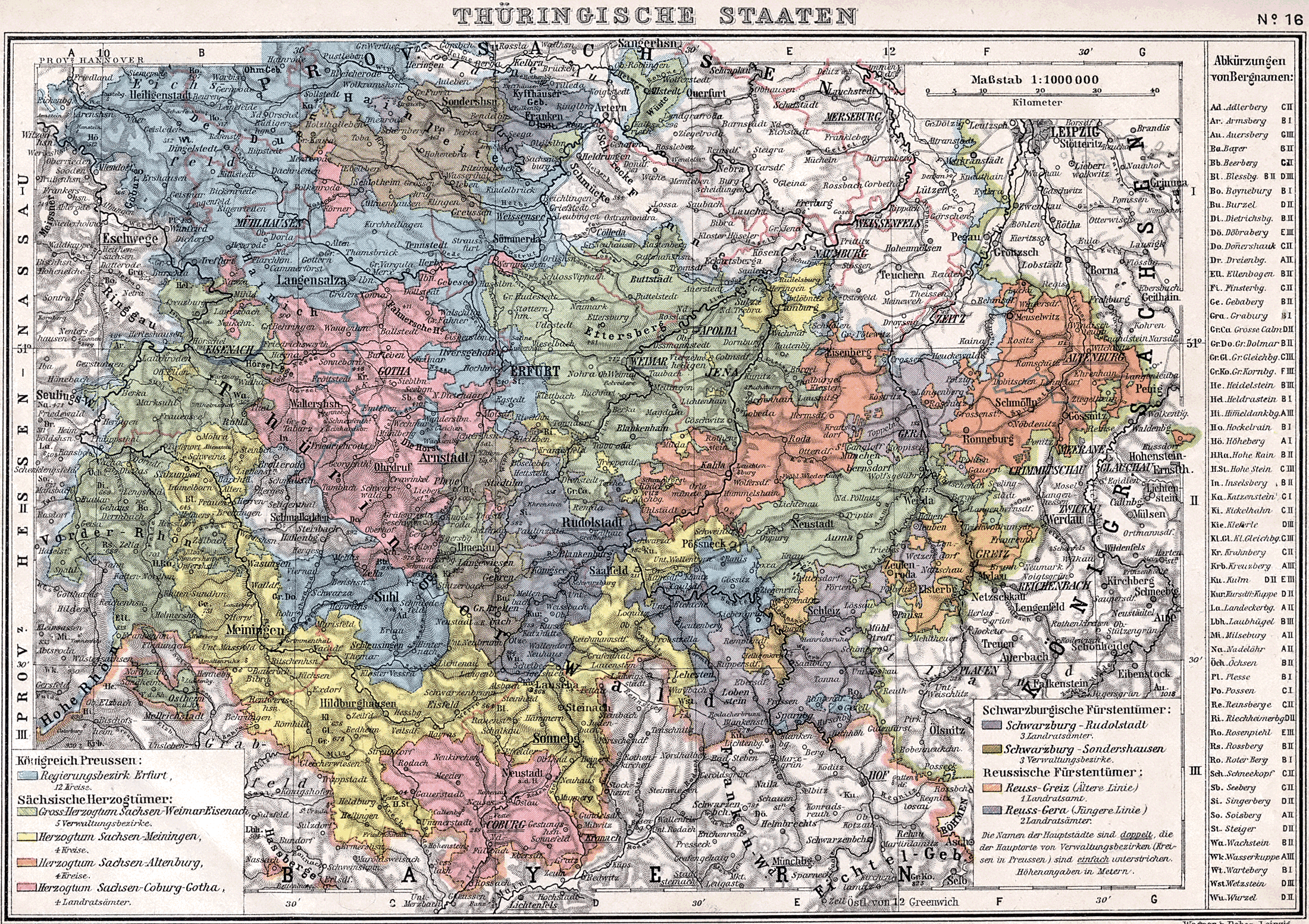
Le grand-duché de Saxe-Weimar-Eisenach (en vert) en 1905.

Le duché puis grand-duché de Saxe-Weimar-Eisenach (en allemand : (Groß)herzogtum Sachsen-Weimar-Eisenach) est un ancien État de l'Europe centrale, l'un des duchés saxons en Thuringe dont la capitale était Weimar. Successeur des duchés de Saxe-Weimar et de Saxe-Eisenach, il a été créé en 1809 par l'unification des deux pays en vertu du droit constitutionnel sous le règne de Charles-Auguste, de la branche ernestine des Wettin, qui reçoit le titre de grand-duc lors du congrès de Vienne en 1815.
Un État membre de la Confédération germanique, Saxe-Weimar-Eisenach rejoint la confédération de l'Allemagne du Nord en 1867 et fit partie des vingt-cinq États fédérés de l'Empire allemand de sa création en 1871 à 1918. À partir de 1903, il s'autoproclame simplement grand-duché de Saxe (Großherzogtum Sachsen).

## Situation géographique
Lors de la fondation, l'État rassemblait :
- l'ancien duché de Saxe-Weimar ;
- l'ancien duché de Saxe-Eisenach ;
- une partie du comté d'Henneberg ;
- l'évêché de Fulda ;
- le cercle de Neustadt, Blankenhain, Kranichfeld.

La Thuringe en 1910, Saxe-Weimar-Eisenach en vert foncé.

## Histoire
L'histoire du grand-duché de Saxe-Weimar, dont les titulaires sont chefs de la branche ernestine de la maison de Wettin, commença en 1484, lors du partage que firent Ernest et Albert des États de leur père Frédéric le Bon.
Il fit partie de la confédération du Rhin de 1806, mais son duc, s'étant associé en 1813 aux Alliés contre la France, reçut en récompense en 1815 un grand accroissement de territoire, avec le titre de grand-duc.
Dès 1809, le duc de Saxe-Weimar-Eisenach avait donné une constitution, dont les bases ont été élargies en 1816, 1850 et 1852.
Le grand-duché fut supprimé à la chute de l'empire en 1918 et fut intégré dans le land de Thuringe en 1920.

## Liste des souverains de Saxe-Weimar-Eisenach

### Ducs
- 1728-1748 : Ernest-Auguste Ier
- 1748-1758 : Ernest-Auguste II
- 1758-1815 : Charles-Auguste

### Grands-ducs
- 1815-14 juin 1828 : Charles-Auguste
- 14 juin 1828-8 juillet 1853 : Charles-Frédéric
- 8 juillet 1853-5 janvier 1901 : Charles-Alexandre
- 5 janvier 1901-9 novembre 1918 : Guillaume-Ernest

### Prétendants au trône
- 9 novembre 1918-24 avril 1923 : Guillaume-Ernest
- 24 avril 1923-14 octobre 1988 : Charles de Saxe-Weimar-Eisenach
- Depuis le 14 octobre 1988 : Michael-Benedikt de Saxe-Weimar-Eisenach

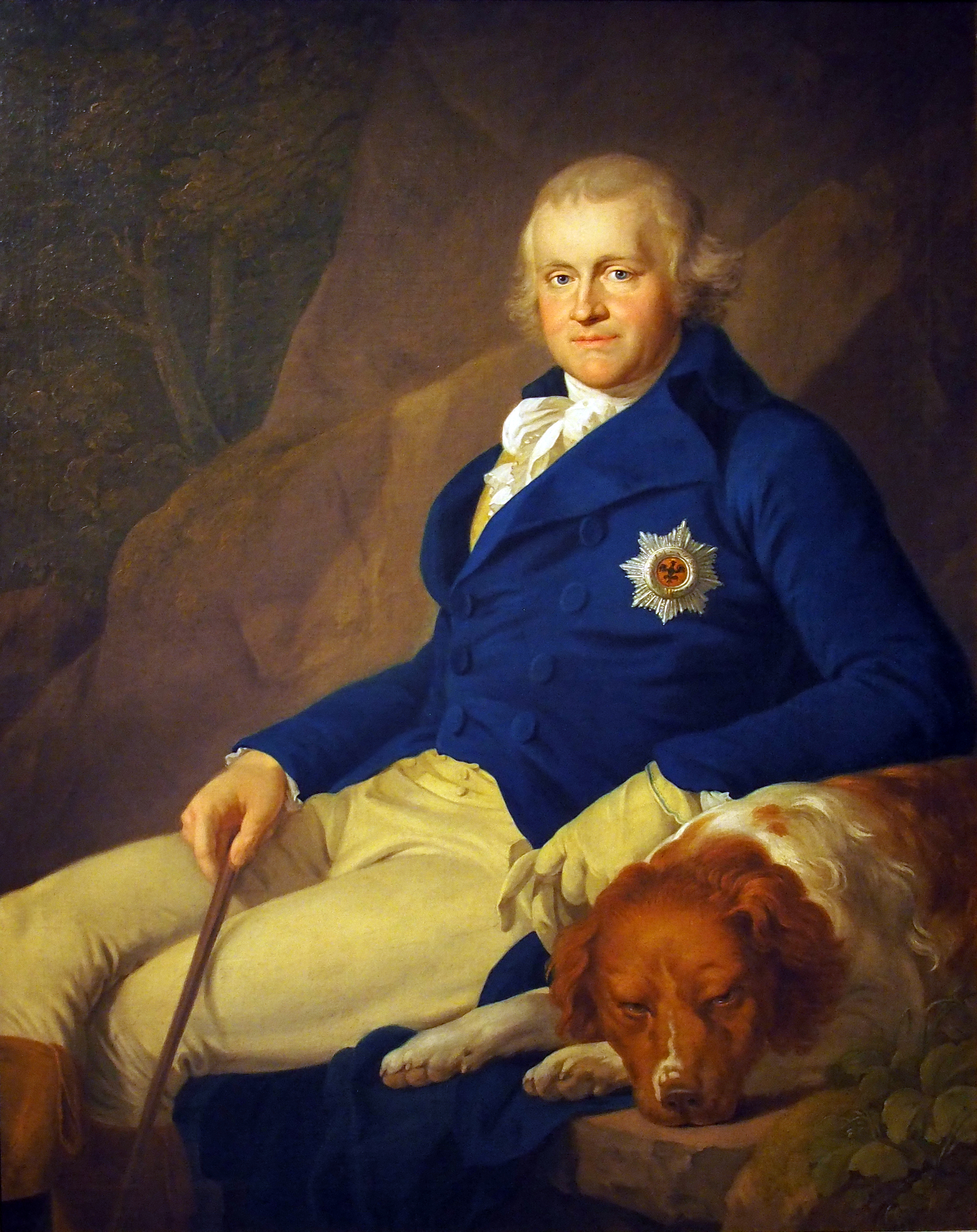
Charles-Auguste, premier grand-duc
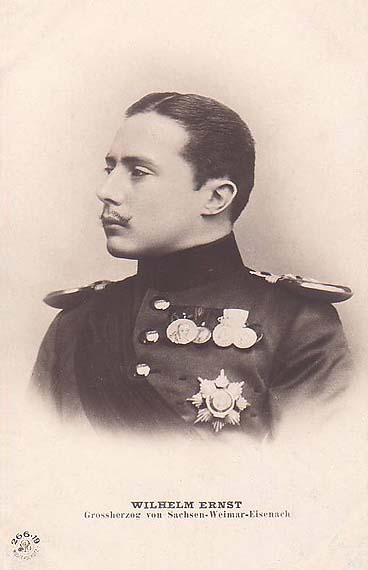
Guillaume-Ernest, dernier grand-duc
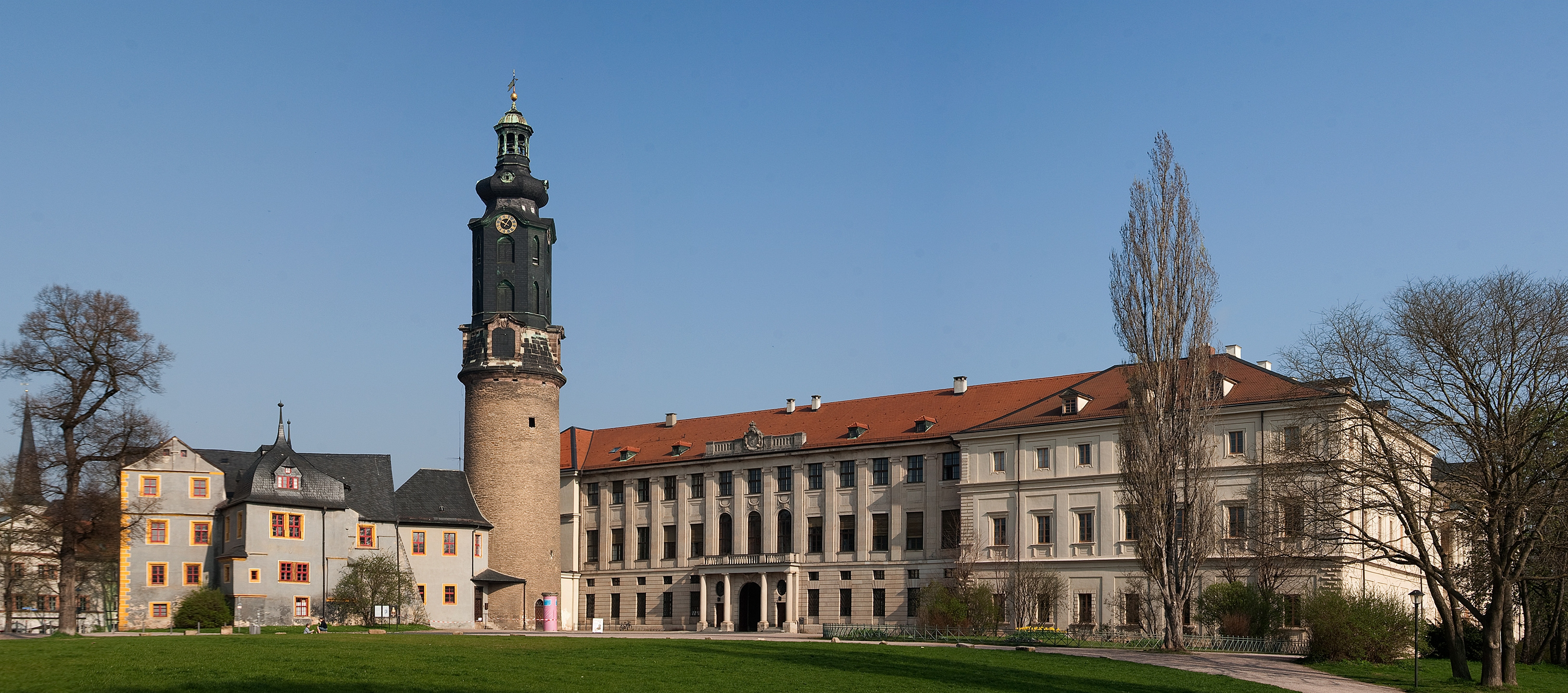
Le château de Weimar
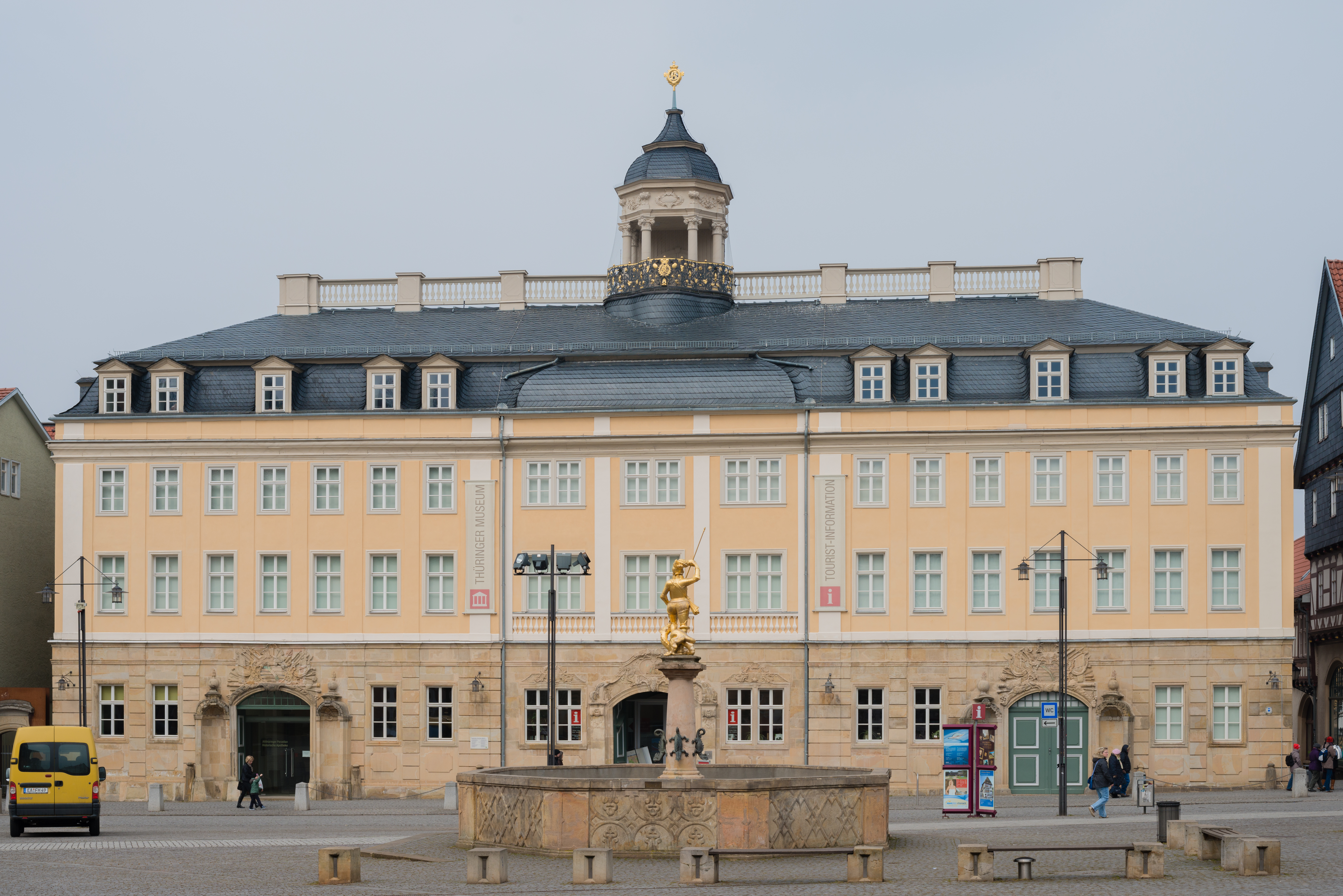
Le château d'Eisenach (de)
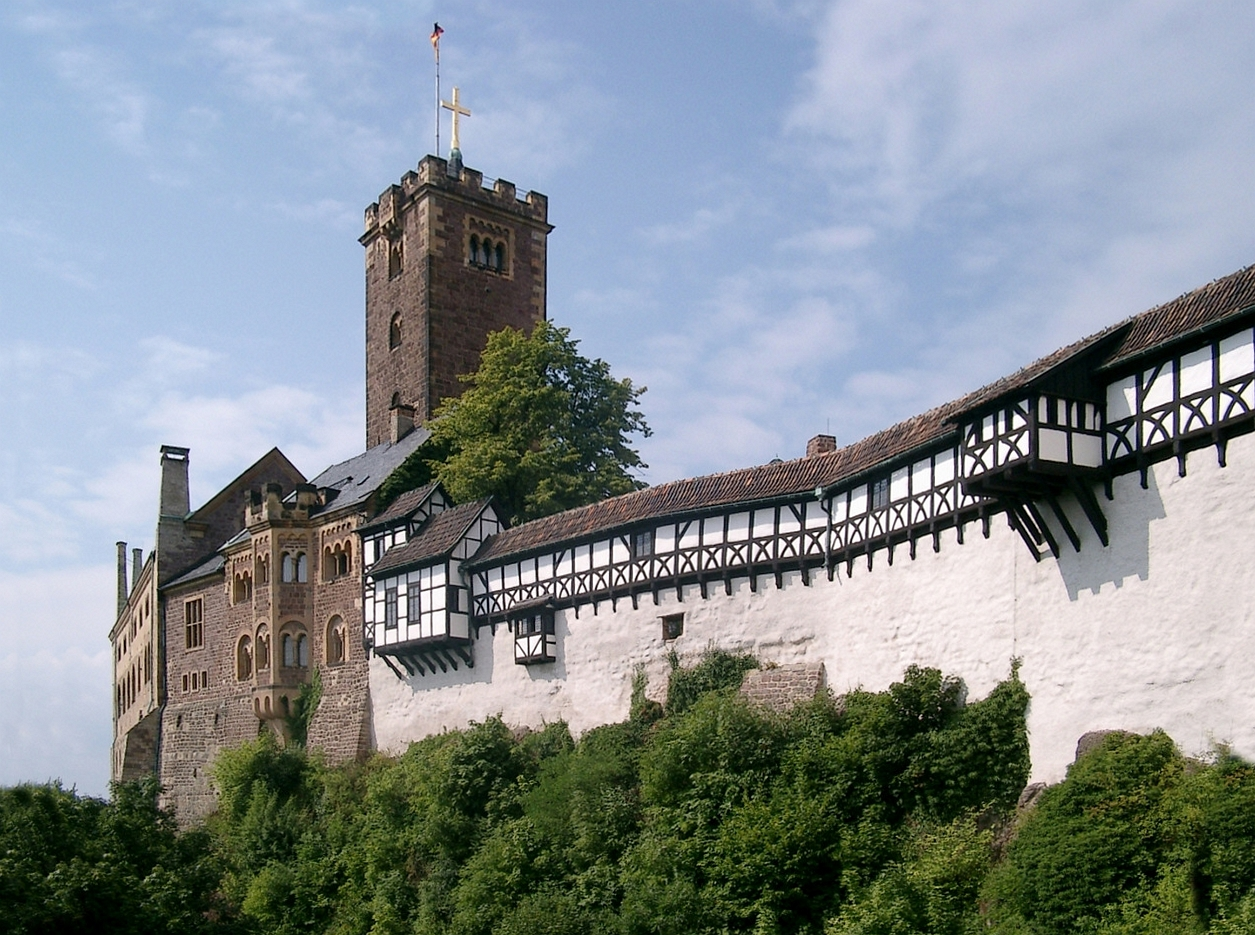
Château de la Wartbourg à Eisenach

## Structure administrative
L'État se composait de trois morceaux et de quelques enclaves :
- à l'est, l'arrondissement de Weimar (de) (avec Iéna et Apolda) ;
- à l'ouest, l'arrondissement d'Eisenach (de) ;
- au sud-est, l'arrondissement de Neustadt (de) ;
- principales enclaves : Ilmenau, Allstedt, Ostheim vor der Rhön et Zillbach à l'Est ; 263 755 hab.

Cinq circonscriptions administratives (Verwaltungsbezirke) ont été créées :
| Arrondissement | District | District | Superficie en km² | Population (1910) | Villes                                                                                                 | Exclaves                                        |
| -------------- | -------- | -------- | ----------------- | ----------------- | --- | ----------------------------------------------- |
| Weimar         | I        | Weimar   | 971,6             | 111.694           | Bad Berka, Blankenhain, Buttelstedt, Ilmenau, Kranichfeld, Magdala, Neumark, Remda, Tannroda et Weimar | Bösleben et Ilmenau                             |
| Weimar         | II       | Apolda   | 796,3             | 125.138           | Allstedt, Apolda, Bad Sulza, Bürgel, Buttstädt, Dornburg, Iéna, Lobeda et Rastenberg                   | Allstedt, Klein Kröbitz et Oldisleben           |
| Eisenach       | III      | Eisenach | 570,9             | 77.112            | Berka/Werra, Creuzburg, Eisenach et Ruhla                                                              | Seebach                                         |
| Eisenach       | IV       | Dermbach | 642,5             | 42.459            | Geisa, Kaltennordheim, Ostheim vor der Rhön, Stadtlengsfeld et Vacha                                   | Ostheim vor der Rhön et Zillbach                |
| Neustadt       | V        | Neustadt | 628,7             | 60.746            | Auma, Berga/Elster, Münchenbernsdorf, Neustadt an der Orla, Triptis et Weida                           | Förthen, Rußdorf, Teichwolframsdorf et Thränitz |